# 龍造寺家氏
龍造寺 家氏（りゅうぞうじ いえうじ）は、室町時代中期から戦国時代にかけての武将。龍造寺氏13代当主。

## 略歴
肥前国国人・龍造寺氏12代当主・龍造寺家秀の子として誕生。
龍造寺氏は肥前の国人領主の一つであったが、主君筋の少弐氏が大内氏との紛争で疲弊すると、相対的に肥前国内で自家の力を増加させた。また信心深く、肥前瑞應寺を開基した。
死後、家督は嫡男・康家が継いだ。